# Harrie Tuerlings
H.A.J. (Harrie) Tuerlings (Tilburg, 17 mei 1958) is een Nederlands politicus van het CDA.
Tuerlings studeerde personeelsmanagement en begon zijn loopbaan als personeelsfunctionaris bij de gemeente Uden. Later was hij onder andere hoofd Personeel en Organisatie in de gemeenten Helmond en Gorinchem. In maart 2002 werd hij wethouder van de gemeente Bernheze en vier jaar later werd hij wethouder van de gemeente Lith. Sinds maart 2009 is Tuerlings de burgemeester van Reusel-De Mierden. Vanwege gezondheidsproblemen van Tuerlings werd Harrie Nuijten op 18 januari 2016 benoemd tot waarnemend burgemeester als zijn tijdelijk vervanger en bijna een jaar later werd Jetty Eugster-van Bergeijk daar waarnemend burgemeester.